# Itambé (Paraná)
Itambé is een gemeente in de Braziliaanse deelstaat Paraná. De gemeente telt 6.082 inwoners (schatting 2009).

## Aangrenzende gemeenten
De gemeente grenst aan Bom Sucesso, Engenheiro Beltrão, Fênix, Floresta, Marialva, Quinta do Sol en São Pedro do Ivaí.